# Ulama

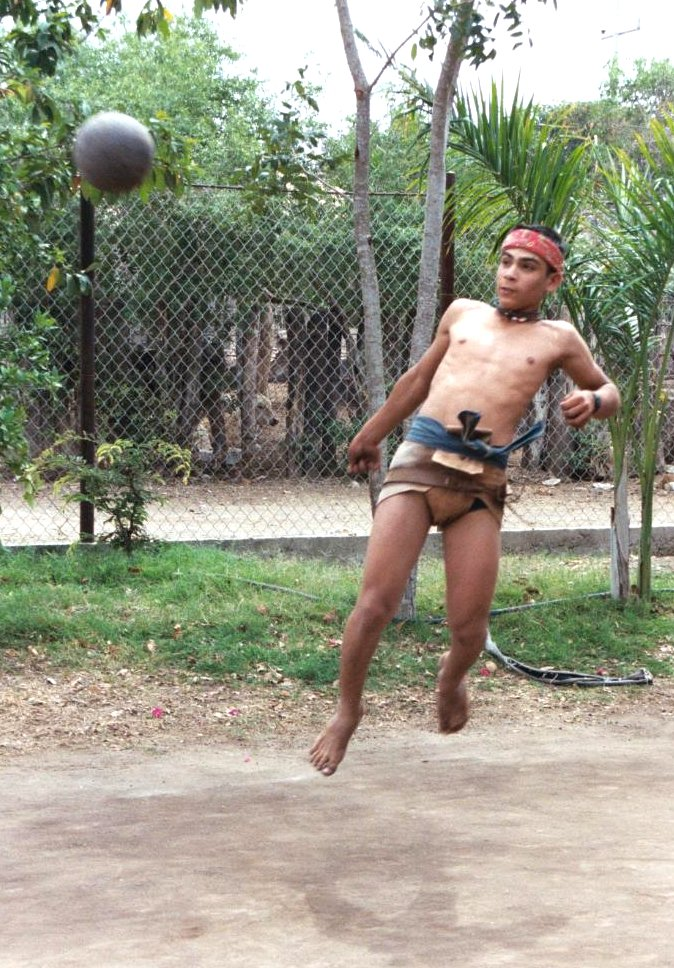
Un giocatore ulama a Sinaloa.

Ulama è uno sport sferistico derivato dal tlachtli e praticato in alcune comunità del Messico: precisamente negli stati di Nayarit e Sinaloa; in occasione di feste religiose, tuttavia, non di rado viene praticato con grande gioia degli abitanti.
Le regole codificate di oggi sono semplici: 
- vi sono due squadre di 10 giocatori ciascuna che si schierano ciascuna nella propria metà campo, e da lì non possono uscire
- Il campo è rettangolare, lungo 50 m e largo 20 m; una linea trasversale divide a metà il campo
- Il pallone è di plastica (molto più leggero di quello originario)
- Esso deve essere passato tra le due squadre senza che cada, per mezzo di spalle, ginocchia e dorso: l'uso dei piedi e delle mani è categoricamente proibito
- Se una squadra non riesce a rinviare il pallone all'altra squadra o lo rinvia fuori dal campo o infrange le suddette regole perde l'azione e fa guadagnare 5 punti agli avversari
- La squadra che per prima arriva a 25 punti vince